# Cơ học đá

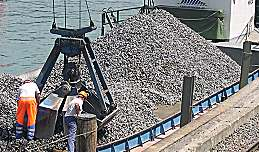
Sỏi đang được rỡ từ sà lan

Cơ học đá là khoa học lý thuyết và ứng dụng nghiên cứu ứng xử của đá và khối đá. Nó là một nhánh của cơ học nghiên cứu phản ứng của đá trong môi trường tự nhiên dưới tác dụng của trường lực.
Cơ học đá hình thành từ một phần của địa cơ học, một hướng nghiên cứu về phản ứng cơ học của các vật liệu địa chất bao gồm cả đất.
Cơ học đá được ứng dụng trong khai thác mỏ, dầu khí, kỹ thuật xây dựng như đường hầm, hầm mỏ, đào dưới lòng đất, khai thác mỏ lộ thiên, giếng dầu khí, xây dựng đường, bãi thải, và các công trình xây dựng trên hoặc trong đá. Nó cũng bao gồm việc thiết kế hệ thống chịu lực để ổn định thành vách hầm và mỏ.